# البيت الأبيض في الليل
البيت الأبيض في الليل هي لوحة زيتية للرسام الهولندي فينسنت فان خوخ رسمها في 1890 قبل وفاته بست أسابيع، اللوحة معروضة حالياً في متحف هيرميتاج.